# Ángel María Segovia

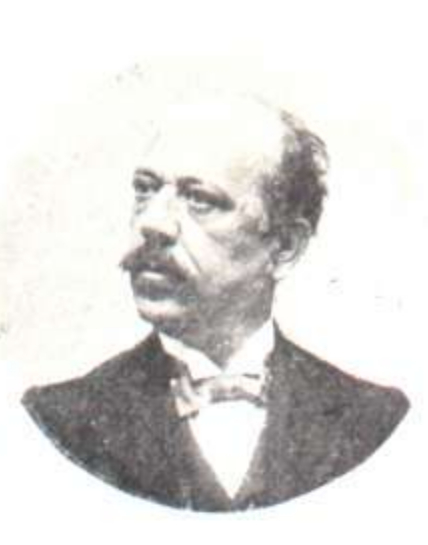
Retrato de Ángel María Segovia

Ángel María Segovia (1848-1909),[cita requerida] autor dramático, periodista y biógrafo español.

## Biografía
Nacido en un pueblo de Logroño en 1848, muy joven se afincó en Madrid. Fue redactor de Las Novedades de Madrid en 1870 y uno de los fundadores de La Izquierda Dinástica y de La Estafeta. Desde las páginas de El Correo de las Damas se mostró contrario al Romanticismo defendido por El Artista y polemizó con Eugenio de Ochoa con este motivo. Destacó como escritor costumbrista, muy dotado para la ironía y la sátira. Cultivó la literatura dramática con cierto éxito en el género breve cómico-paródico y musical, con piezas como Los hambrientos, Un pretexto, La vieja verde, El duende o Los amores de Silvestre, Los dos gorrillas, Isabel y Marsilla (parodia del drama Los amantes de Teruel de Juan Eugenio Hartzenbusch), Amor musical, El conde del Tomate, La noche del besugo, La mejor suegra y La muerte de Viriato, entre otras. Pero alcanzó mayor fama con una gran colección de biografías en cuarenta volúmenes, Figuras y figurones. Biografías de los hombres que más figuran actualments así en la política como en las armas, ciencias, artes, magistratura, alta banca..., cuya segunda edición fue en Madrid: 1881-1882.

## Obras

### Teatro
- Don Blas el zapatero ó El futuro ministro: zarzuela en un acto y en verso, música de Dionisio Scarlatti y Aldama, Madrid: Vicente de Lalama, 1871 (Imprenta de G. Alhambra)
- El duende o los amores de Silvestre: zarzuela en un acto, original en verso y prosa; música del maestro Dionisio Scarlatti, Madrid: Vicente de Lalama, 1872 (Imprenta de G. Alhambra)
- Los hambrientos: juguete lírico en un acto y en verso; música de Dionisio Scarlatti, Madrid: Vicente de Lalama, 1871 (Imprenta de G. Alhambra).
- Un pretexto: juguete cómico-lírico en un acto en prosa y verso; música del maestro Rafael Taboada Madrid: [s.n.], 1890 (R. Velasco, impresor).
- La vieja verde: juguete lírico en un acto y en verso; música de Dionisio Scarlatti, Madrid: Vicente de Lalama, 1871 (Imprenta de G. Alhambra).
- El viejo verde, o Un pasatiempo, zarzuela en un acto, 1871,
- El amor de un boticario, 1872, refundida en la zarzuela cómica Isabel y Marsilla, 1887.
- El quinto: zarzuela en un acto y en verso, música de Dionisio Scarlatti y Aldama, 1871.
- El doctor Gorilla siempre en su farmacia: ó Nadie se muere hasta que Gorilla quiere, 1875.
- La coqueta: zarzuela en un acto. Música de Dionisio Scarlatti y Aldama, 1851.
- El tigre bípedo, o, El anónimo: juguete lírico en un acto, música de Dionisio Scarlatti de Aldama, 1871.
- El tío Mengues o El toro bípedo: zarzuela en un acto, en verso y prosa, música de Dionisio Scarlatti, 1871.
- El indiano: zarzuela en un acto y en verso
- Los dos gorrillas
- Amor musical
- El conde del Tomate
- La noche del besugo
- La mejor suegra
- Fruta prohibida: juguete cómico-lírico en un acto y en verso; música de Enrique Padrón, Madrid: [s.n.], 1887 (Imprenta de M. P. Montoya)
- La muerte de Viriato: cuadro dramático en un acto y en verso, Madrid: [s.n.], 1874 (Imprenta de S. Landáburu)
- Trapisondas por bondad, 1842.
- Una carta de la Habana (Impr. de C. Moliner, 1867). Comedia.
- La familia H., 1870, juguete cómico en un acto y en verso.
- Hallazgo horrible! (Impr. de G. Alhambra, 1871). Comedia.
- Un gatito de Madrid, juguete cómico en prosa (1890).
- La hospitalidad, 1891.
- La vuelta del soldado: zarzuela en un acto y en verso; música de Dionisio Scarlatti, Madrid: Vicente de Lalama, 1871 (Imprenta de G. Alhambra).
- El señor gallina: zarzuela en un acto y en prosa; música del maestro Rafael Taboada, Madrid: [s.n.], 1887 (R. Velasco, impresor).

### Biografías
- Melonar de Madrid. Semblanzas, bocetos, caricaturas, retratos, fotografías de los tipos, tipines, tipejos y tipazos que por sus hechos, fechorías, méritos y escentricidades [sic], figuran en Madrid en todos los ramos de la ignorancia y del saber humano, artes , industria, ciencia, política, comercio, etc... pintados con sus pelos y señales, Madrid: A. Florenciano, 1876.
- Figuras y Figurones. Biografías de los hombres que más figuran actualmente en España. Historia, Vida y Milagro de cada uno de ellos con una relación exacta, Madrid: Astort hermanos Imprenta Bertnadino y Cao, 1877-1878, 2 vols.; segunda edición con otro título: Figuras y figurones. Biografías de los hombres que más figuran actualmente así en la política como en las armas, ciencias, artes, magistratura, alta banca..., Madrid: Enrique Jaramillo, 1881-1886, 40 vols.